# Broughton (Illinois)
Broughton es una villa ubicada en el condado de Hamilton en el estado estadounidense de Illinois. En el Censo de 2010 tenía una población de 194 habitantes y una densidad poblacional de 37,51 personas por km².

## Geografía
Broughton se encuentra ubicada en las coordenadas 37°56′2″N 88°27′41″O / 37.93389, -88.46139. Según la Oficina del Censo de los Estados Unidos, Broughton tiene una superficie total de 5.17 km², de la cual 5.16 km² corresponden a tierra firme y (0.25%) 0.01 km² es agua.

## Demografía
Según el censo de 2010, había 194 personas residiendo en Broughton. La densidad de población era de 37,51 hab./km². De los 194 habitantes, Broughton estaba compuesto por el 98.97% blancos, el 0% eran afroamericanos, el 1.03% eran amerindios, el 0% eran asiáticos, el 0% eran isleños del Pacífico, el 0% eran de otras razas y el 0% pertenecían a dos o más razas. Del total de la población el 3.09% eran hispanos o latinos de cualquier raza.